# Victory (hrabstwo Saratoga)
Victory – wieś w Stanach Zjednoczonych, w stanie Nowy Jork, w hrabstwie Saratoga.